# London Recordings
London Recordings es una discográfica con sede en el Reino Unido, que originalmente sacaba al mercado discos en los Estados Unidos, Canadá y América Latina desde 1947 hasta los años 1980.
Hoy es una subsidiaria de Warner Music.

## Artistas de London
- East 17
- The Yes/No People (Stomp)
- Voice of the Beehive
- New Order
- The Other Two
- Michaela Strachan
- The High
- Hard Rain
- Junior Giscombe
- Michelle Shocked
- No Sweat
- Perfect Day
- Glen Medeiros
- Jimmy Sommerville
  - Bronski Beat
  - The Communards
- Banderas
- Then Jerico
- Zucchero
- All Saints
  - Shaznay Lewis
  - Mel Blatt
- Sugababes
  - Siobhán Donaghy
- His Latest Flame
- A
- Holly Valance
- Dannii Minogue
- Shakespears Sister
- The Rolling Stones
- Yma Sumac
- Rabito